# Ива красивая
Ива красивая (лат. Salix pulchra) — вид растений рода Ива (Salix) семейства Ивовые (Salicaceae).

## Ботаническое описание
Приземистый, стелющейся, ползучий, полураспростёртый, распростёртый или прямостоячий кустарник, от 30—40 см до 3—4 м высотой. Побеги тёмно-красные, голые, реже опушённые. Листья до 4—6 см длиной и 3—3,5 см шириной, эллиптические или ромбовидные, иногда округлые, опушенные или голые, с очень мелкими почти не заметными зубчиками по краю или цельнокрайные, с более или менее параллельными боковыми жилками; черешки 3—10 мм длиной. Прилистники линейные, ланцетные или шиловидные либо отсутствуют, 3—17 мм длиной, остаются на прошлогодних побегах.
Генеративные почки крупные (до 6 мм) с узким, сплюснутым носиком, внешне резко отличаются от вегетативных. Мужские серёжки 2—3 см длиной, сидячие или почти сидячие; женские — 2—8 см длиной, сидячие или на короткой ножке, с чешуевидными листочками. Прицветные чешуи чёрные, заострённые, длинноволосистые на верхушке (волоски 1,5—3 мм длиной). Столбик до 2—2,5 мм длиной, тонкий, коричневый, голый. Рыльца 0,6—0,7 (1) мм, тонкие, цельные или расщеплённые, прямые. Плоды — яйцевидно-конусовидные, тупые, волосистые коробочки, 6—8 мм длиной, на ножке, не превышающей нектарник, с 16 семенами.

## Распространение
Арктические районы Евразии (остров Вайгач, архипелаг Новая Земля, Полярный и Приполярный Урал, Карская тундра, кряж Пай-Хой, плато Путорана, полуостров Таймыр, долина реки Шандрин, хребет Улахан-Тас, Якутия, Чукотский полуостров, полуостров Камчатка) и Северной Америки (от Аляски и Юкона до Нунавута).
Является одним из преобладающих видов в тундровых кустарниках, встречается также на моховых, кочкарных, пятнистых тундрах и на горно тундровых луговинах. Листья сохраняются на ветвях сухими до следующей весны.

## Химический состав
В летних листьях содержалось (от абс. сух. вещ. в проц.): золы 3,8, протеина 6,7, белка 5,7, жира 5,6, клетчатки 11,3, редуцирующих сахаров 8,7, всего сахаров 8,8, крахмала 0,5, гемицеллюлозы 12,1. В золе содержалось (в %): фосфора 4,97, железа 1,29, кальция 16,9, магния 4,51, калия 5,97. В листьях содержится 1,4—3,0 % дубильных веществ. 

## Значение и применение
Пыльценосное растение. В период массового цветения на Камчатке доля ивовых обножек с ивы красивой и ивы удской составляет в среднем от 10 до 20 %, в отдельных пчелиных семьях может достигать 40 %.
Хорошо поедается северным оленем (Rangifer tarandus) в течение всего вегетационного периода. Даёт значительную кормовую массу. Важное кормовое растение в условиях Якутии для европейского лося (Alces alces Linnaeus).

## Охрана
Включён в красную книгу Республики Коми (охраняется в национальном парке «Югыд ва»).

## Синонимы
- Salix anadyrensis Flod. (1933) — Ива анадырская
- Salix arbusculoides var. glabra Andersson (1867)
- Salix barclayi var. hebecarpa Andersson (1867)
- Salix divaricata subsp. pulchra (Cham.) Vorosch. (1985)
- Salix fulcrata Andersson (1867)
- Salix fulcrata var. subglauca Andersson (1868)
- Salix humillima var. glabra (Andersson) Andersson (1868)
- Salix phylicifolia subsp. pulchra (Cham.) Hultén (1971)
- Salix phylicifolia var. subglauca (Andersson) B.Boivin (1966)
- Salix phylicifolia var. subglauca (Andersson) Scoggan (1978)
- Salix phylicoides Andersson (1858)
- Salix planifolia subsp. pulchra (Cham.) Argus (1969)
- Salix planifolia var. yukonensis (C.K.Schneid.) Argus (1969)
- Salix pulchra var. anadyrensis (Flod.) A.K.Skvortsov (1957)
- Salix pulchra var. betulicortex Kozhevn. (1974)
- Salix pulchra var. looffiae C.R.Ball (1942)
- Salix pulchra var. palmeri C.R.Ball (1942)
- Salix pulchra var. yukonensis C.K.Schneid. (1919)